# Zayd Mutee' Dammaj
Zayd Mutee' Dammaj (1943 – Londra, 20 marzo 2000) è stato uno scrittore e politico yemenita.
È particolarmente conosciuto per il suo romanzo breve The Hostage, che è stato selezionato dall'unione degli scrittori arabi,come uno dei 100 romanzi più importanti del XX secolo